# Confederação Brasileira de Futebol
Confederação Brasileira de Futebol (oficjalny skrót CBF) – ogólnokrajowy związek sportowy, działający na terenie Brazylii, posiadający osobowość prawną, będący jedynym prawnym reprezentantem brazylijskiej piłki nożnej (jedenastoosobowej, halowej, plażowej), zarówno mężczyzn, jak i kobiet, we wszystkich kategoriach wiekowych w kraju i za granicą. Organizuje również krajowe rozgrywki taki jak Campeonato Brasileiro de Futebol (wszystkie cztery poziomy) i Copa do Brasil. Brazylijskie kluby z profesjonalnymi drużynami piłkarskimi są członkowie CBF; federacje stanowe, które organizują mistrzostwa stanu, są podporządkowane CBF.
Brazylijski Związek Piłki Nożnej został założony 8 czerwca 1914 roku jako Confederação Brasileira de Desportos (CBD), czyli Brazylijska Konfederacja Sportowa. Jego pierwszym prezesem był Álvaro Zamith. CBF dołączył do FIFA dziewięć lat później, natomiast do CONMEBOL w 1916 roku. Siedziba związku znajduje się w Barra da Tijuca w stanie Rio de Janeiro. Konfederacja posiada Centrum Szkoleniowe, zwany Granja Comary, znajdujący się w Teresópolis.

## Struktura ligowa

### Mężczyźni
| Poziom | Liga    |
| ------ | ------- |
| I      | Série A |
| II     | Série B |
| III    | Série C |
| IV     | Série D |

### Kobiety
| Poziom | Liga                                      |
| ------ | ----------------------------------------- |
| I      | Campeonato Brasileiro de Futebol Feminino |

## Sukcesy
- Mistrzostwa świata: 5x (1958, 1962, 1970, 1994, 2002)
- Copa América: 8x (1919, 1922, 1949, 1989, 1997, 1999, 2004, 2007)
- Superclásico de las Américas: 10x (1914, 1922, 1945, 1957, 1960, 1963, 1971, 1976, 2011, 2012)
- Puchar Konfederacji: 4x (1997, 2005, 2009, 2013)